# Ceratinops crenatus
Ceratinops crenatus är en spindelart som först beskrevs av James Henry Emerton 1882.  Ceratinops crenatus ingår i släktet Ceratinops och familjen täckvävarspindlar. Inga underarter finns listade i Catalogue of Life.